# Джери Линенджър
Джери Майкъл Линенджър (на английски: Jerry Michael Linenger) е американски военен лекар и астронавт на НАСА, участвал в 2 космически полета с престой от 132 денонощия на орбиталната станция „Мир“.

## Образование
Завършва колежа East Detroit High School (1973) в родния си град. Дипломира се (1977) като бакалавър по биотехнология във Военноморската академия на САЩ, Анаполис, Мериленд. Завършва (1981) „Медицина“ в Wayne State University School of Medicine, Детройт, Мичиган. Става магистър по системен мениджмънт (1988) в Университета на Южна Каролина. Взема специалност „Здравна политика“ (1989) в Университета на Северна Каролина, където защитава и 2 доктората: по философия и епидемиология.

## Военна кариера
Линенджър постъпва на редовна военна служба след дипломирането си през 1981 г. Специализира аерокосмическа медицина в Медицинския институт на ВМС в Пенсакола, Флорида. В продължение на година работи в Централната болница на Тихоокеанския флот на САЩ (United States Pacific Fleet) в Сан Диего, Калифорния. След това няколко години служи във Филипините. Завръща се в Сан Диего и става главен медицински консултант на Тихоокеанския флот. Едновременно с това става асистент по спортна медицина в Медицинския университет на Калифорния.

## Служба в НАСА
Джери М. Линенджър е избран за астронавт от НАСА на 31 март 1992 г. в Астронавтска група № 14. Участва в 2 космически полета. На орбиталната станция „Мир“ прекарва 132 денонощия 4 часа и 1 минута, което е най-продължителният полет на астронавт от САЩ дотогава.
Полети
| Космически полети на Джери Майкъл Линенджър             | Космически полети на Джери Майкъл Линенджър | Космически полети на Джери Майкъл Линенджър | Космически полети на Джери Майкъл Линенджър | Космически полети на Джери Майкъл Линенджър | Космически полети на Джери Майкъл Линенджър | Космически полети на Джери Майкъл Линенджър |
| №                                                       | Дата                                        | КК                                          | Емблема на мисията                          | Функции                                     | Продължителност                             |                                             |
| ------------------------------------------------------- | ------------------------------------------- | ------------------------------------------- | ------------------------------------------- | ------------------------------------------- | ------------------------------------------- | ------------------------------------------- |
| 1                                                       | 9 септември 1994                            | „Дискавъри“, мисия STS-64                   |                                             | Специалист на мисията                       | 10 денонощия 22 часа 49 мин. 57 сек.        |                                             |
| 2                                                       | 12 януари 1997                              | „Атлантис“, мисия STS-81, Мир ЕО-23         |                                             | Специалист на мисията                       | 132 денонощия 17 часа                       |                                             |
|                                                         | 15 май 1997                                 | „Атлантис“, мисия STS-84                    |                                             | Специалист на мисията                       | Приземяване с мисия STS-84                  |                                             |
| Сумарно време в космоса – 143 денонощия 02 часа 50 мин. |                                             |                                             |                                             |                                             |                                             |                                             |

## Награди
- Почетен медал на USN за заслуги
- Медал на USN за особени заслуги;
- Медал за служба в националната отбрана;
- Медал за похвала на USN;
- Медал на НАСА за участие в космически полет (2).